# Verner Blaudzun
Verner Blaudzun (Sønderborg, 23 de març de 1946) va ser un ciclista danès. Va destacar sobretot en la Contrarellotge per equips. El seu principal èxit fou la medalla de bronze als Jocs Olímpics de Mont-real de 1976 i el Campionat del món deu anys abans.
El seu fill Michael també s'ha dedicat al ciclisme.

## Palmarès en ruta
- 1966
  -  Campió del món en contrarellotge per equips (amb Jørgen Hansen, Ole Hojlund i Flemming Wisborg)
- 1968
  -  Campió de Dinamarca amateur en ruta
  - 1r a la Fyen Rundt
- 1969
  -  Campió de Dinamarca amateur en contrarellotge per equips
  - 1r a la Fyen Rundt
  - 1r a la Berliner Etappenfahrt
- 1970
  -  Campió de Dinamarca amateur en ruta
- 1971
  -  Campió de Dinamarca amateur en contrarellotge per equips
  - Vencedor d'una etapa a la Berliner Etappenfahrt
- 1974
  -  Campió de Dinamarca amateur en contrarellotge per equips
- 1976
  -  Medalla de bronze als Jocs Olímpics de Mont-real en contrarellotge per equips (amb Gert Frank, Jørn Lund i Jørgen Hansen)
  -  Campió de Dinamarca amateur en contrarellotge per equips
- 1977
  -  Campió de Dinamarca amateur en contrarellotge per equips